# Johnny Belinda (película de 1982)
Johnny Belinda es un telefilme estadounidense de drama de 1982, dirigido por Anthony Page, escrito por Sue Millburn, aportan al guion Irma von Cube y Allen Vincent (guionistas de la versión de 1948), este largometraje está basado en la obra de teatro de Elmer Harris, musicalizado por John Rubinstein, en la fotografía estuvo Harry J. May y los protagonistas son Roxanna Arquette, Richard Thomas, Dennis Quaid y Candy Clark, entre otros. El filme fue realizado por Lorimar Productions y Stonehenge Productions; se estrenó el 19 de octubre de 1982.

## Sinopsis
Mientras trata de establecer un jardín comunal en una población rural que se encuentra en la pobreza, Bill Richmond, ve que hay una chica muda y descuidada, ella es Belinda. Todos la ven como una discapacitada mental, incluido su duro padre, Belinda intriga a Bill. Insiste en acercarse un poco más y se da cuenta de que es sorda. Bill se comunica con la chica utilizando lenguaje de señas y le explica para que ella lo aprenda.